# Altkristallin
Als Altkristallin werden prä-mesozoisch vorgebildete Kristallinkomplexe bezeichnet, die im Zuge der alpidischen Gebirgsbildung dem Gebirgskörper der Alpen einverleibt wurden. Sie repräsentieren das Grundgebirge der post-paläozoischen, die Oberflächengeologie der Alpen überwiegend prägenden Sedimentgesteine und bestehen aus älteren, mehrfach metamorph überprägten Gesteinen, in die variszisch-orogene Granitoide intrudiert sind. Die Ausgangsgesteine (Protolithe) der älteren, poly-metamorphen Anteile dieser Kristallinkomplexe waren zumeist siliziklastische Sedimentabfolgen und Basalte.
Neben den sogenannten externen Kristallinmassiven („Zentralmassiven“) der Westalpen, zu denen u. a. das Mont-Blanc-Massiv sowie das Gotthard-Massiv gehören, und dem Altkristallin-Anteil des Tauernmassivs, findet sich Altkristallin auch unmittelbar nördlich der Periadriatischen Naht in den nördlichen Karawanken, intrudiert vom Südteil des Karawanken-Granitplutons. *